# Tábua (Tábua)
Tábua is een plaats (freguesia) in de Portugese gemeente Tábua en telt 3035 inwoners (2001).